# Challenger de Ilkley 2024
El torneo Ilkley Trophy 2024, denominado por razones de patrocinio Lexus Ilkley Trophy fue un torneo de tenis perteneció al ATP Challenger Tour 2024 en la categoría Challenger 75. Se trató de la 8ª edición; el torneo tuvo lugar en la ciudad de Ilkley (Reino Unido), desde el 17 hasta el 23 de junio de 2024 sobre pista de césped al aire libre.

## Jugadores participantes del cuadro de individuales
| Preclasificado | País                      | Jugador            | Rank1 | Posición en el torneo |
| 1              | Bandera de Francia        | Hugo Gaston        | 82    | Primera ronda         |
| 2              | Bandera de Sudáfrica      | Lloyd Harris       | 98    | Cuartos de final      |
| 3              | Bandera de Francia        | Grégoire Barrère   | 103   | Segunda ronda         |
| 4              | Bandera de Bélgica        | David Goffin       | 109   | CAMPEÓN               |
| 5              | Bandera de Chile          | Cristian Garín     | 115   | Primera ronda         |
| 6              | Bandera de Francia        | Richard Gasquet    | 116   | Segunda ronda         |
| 7              | Bandera de Estados Unidos | Zachary Svajda     | 123   | Semifinales           |
| 8              | Bandera de Italia         | Stefano Napolitano | 125   | Segunda ronda         |

- 1 Se ha tomado en cuenta el ranking del 10 de junio de 2024.

### Otros participantes
Los siguientes jugadores recibieron una invitación (wild card), por lo tanto ingresan directamente al cuadro principal (WC):
- Arthur Fery
- Felix Gill
- Ryan Peniston

Los siguientes jugadores ingresan al cuadro principal tras disputar el cuadro clasificatorio (Q):
- Tomás Barrios
- Benjamin Bonzi
- Maxime Cressy
- Gabriel Diallo
- Denis Kudla
- Beibit Zhukayev

## Campeones

### Individual Masculino
- David Goffin derrotó en la final a  Harold Mayot por 6–4, 6–2

### Dobles Masculino
- Evan King /  Reese Stalder derrotaron en la final a  Christian Harrison /  Fabrice Martin por 6–3, 3–6, [10–6]